# ماري كرامر
ماري كرامر (بالإنجليزية: Mary Cramer)‏ هي مُدرسة أسترالية، ولدت في 10 يوليو 1893 في Redfern, New South Wales ‏ في أستراليا، وتوفيت في 23 سبتمبر 1984.